# Smack (groupe finlandais)
Pour les articles homonymes, voir Smack.
 (juin 2018).
Si vous disposez d'ouvrages ou d'articles de référence ou si vous connaissez des sites web de qualité traitant du thème abordé ici, merci de compléter l'article en donnant les références utiles à sa vérifiabilité et en les liant à la section « Notes et références ».
Smack est un groupe de rock finlandais. Formé en 1982 et actif jusqu'en 1990, leurs paroles sont mystiques et poétiques. 

## Biographie
Le groupe était composé de Claude (Ilari Peltola - chant), Kartsa (Kari Marjanen - guitare), Manchuria (Mika Mantere - guitare), Cheri (Simo Martin - guitare) et Kinde (Kimmo Leskinen - batterie). Leurs influences de départ étaient The Stooges, The Doors, New York Dolls ou encore les MC5, mais ils ont tout de même réussi à se démarquer et à imposer un son bien à eux. Le groupe a eu une influence sur des groupes tels que Guns N' Roses ou Nirvana (qui a repris Run Rabbit Run en concert).
Après la séparation de Smack, Claude forme le groupe The Fishfaces, en compagnie du guitariste Juha Metzola. La mort du chanteur le 22 septembre 1996 met fin au groupe.
Smack se reforme en 2008 autour de membres d'origine et du chanteur Anzi (Stereo Junks, Evil Boys, Thunderbombs). Mais il s'ensuit une grande déception et ils ont donc arrêté.

## Discographie

### Albums studio
- 1984 : Smack on You
- 1985 : Rattlesnake Bite
- 1986 : Live Desire
- 1987 : Salvation
- 1988 : Radical

### Compilations
- 1988 : The Collection – State of Independence
- 2007 : In Your Face 1982–1990

### Singles et EP
- 1984 : Criminal (Cityboy, 7")
- 1985 : Walking on the Wire (Cityboy, 12")
- 1985 : Stepping Stone (Cityboy, 7")
- 1986 : Paint It Black (Cityboy, 12")
- 1987 : The Only Salvation (Eden, 7")
- 1987 : Look Around (Eden, 7")
- 1988 : Mad Animal Shuffle (CBS, 7")
- 1988 : I Want Somebody (CBS, 7")
- 1988 : Little Sister (CBS, 7")
- 1989 : Can You Dig It (Columbia, CD-single)